# Штандфус, Макс-Рудольф
Штандфус, Макс-Рудольф (нем. Standfuß, Max-Rudolf, родился 6 июня 1854 в Шклярска-Поремба — умер 22 января 1917 в Цюрихе) — энтомолог и биолог.

## Биография
Штандфус изучал сначала богословие, затем естественные науки в Галле, где в 1878 году удостоен степени доктора философии. Затем совершил поездки в Тироль, Венгрию и Италию. В 1885 году приглашён в Цюрих в качестве консерватора энтомологических коллекций политехникума. C 1892 году читал лекции по энтомологии в университете и в политехникуме. В 1898 году избран директором энтомологического музея. В 1899 году за свои заслуги в области биологии получил звание профессора. Со времени переселения в Цюрих совершил большое число поездок с научной целью, в особенности в Италию, южную Францию и Швейцарские Альпы.
Штандфус известен как хороший знаток систематики чешуекрылых, но в особенности прославился своими опытами над влиянием окружающей температуры во время куколочной стадии на окраску самой бабочки и над гибридизацией. Опыты эти показали, что, подвергая куколку данного вида действию холода или тепла, можно вызвать искусственно так называемый «сезонный диморфизм», затем «местные формы» (так, например, Штандфус при помощи холода из цюрихской Vanessa urticae L. вывел лапландскую разновидность var. polaris, перемену признаков полового диморфизма, появление филогенетических (регрессивных и прогрессивных) форм и аберраций, появление которых Штандфус объясняет перерывом в развитии с последующим дальнейшим вполне индивидуальным развитием; при этом оказалось, что отличия, приобретённые таким путём, передаются и потомству. Опыты над гибридизацией привели Штандфуса к заключению, что продукты скрещивания двух видов стоят ближе в биологическом, морфологическом и физиологическом отношениях к более древней в филогенетическом отношении форме обоих родителей, что произведённые гибриды-самки почти исключительно бесплодны, самцы же в большинстве случаев способны к размножению, что при тщательном выборе как видов, так и особей удаётся достигнуть плодовитости гибридов. Опыты Штандфуса производились на громадном числе (41 000) особей и требовали необыкновенного терпения и тщательнейшего знакомства с биологией объектов.

## Сочинения
- Handbuch für Sammler der europäischen Grossschmetterlinge (Губен, 1892)
- Ueber die Hybridation bei den Insecten («Mitth. schweiz. ent. Ges.», 1893)
- Die Beziehu ngen zwischen Färbung und Lebensgewohnheit bei den palaearctischen Grossschmetterlingen («Viert. jahrsschr. naturf. Ges. Zürich», 1894)
- Ueber die Gründe der Variation und Aberration des Falterstadiums b. d. Schmetterlingen («Ent. Ztschr.», Губен, 1894)
- Handbuch der palæarctischen Grossschmetterlinge für Forscher und Sammler (Йена, 1896, перевод на русский язык Шевырёва, Санкт-Петербург, 1901; в этом капитальном труде сообщены результаты опытов над влиянием температуры и гибридизацией)
- Experimentelle zoologische Studien mit Lepidopteren («Neue Denkschr. allg. Schweiz. Ges. etc.», 1898)
- Gesammtbild der bis Ende 1898 an Lepidopteren vorgenommenen Temperatur- und Hybridationsexperimente (Лейпциг, 1899)